# Saad Harírí
Saad al-Dín Rafík Harírí (arabsky سعد الدين رفيق الحريري‎‎, Saad al-Dín Rafík al-Harírí; * 18. dubna 1970 Rijád) je libanonský politik, od října 2020 designovaný premiér Libanonu. Premiérský úřad již zastával v letech 2009–2011 a 2016–2020. Od roku 2005 také působí ve funkci předsedy libanonského Hnutí budoucnosti a jako poslanec Národního shromáždění. Narodil se jako druhý syn bývalého premiéra Rafíka Harírího.
Před svou politickou kariérou pracoval jako podnikatel. Má tři státní občanství: libanonské, saúdskoarabské a francouzské. V roce 2007 mu Jacques Chirac udělil Řád čestné legie. K roku 2018 bylo jeho jmění odhadnuto na 1,5 miliardy amerických dolarů. Oženil se s Larou al-Azém, s níž má tři děti.